# كورت بيرغستروم
كورت بيرغستروم (بالسويدية: Kurt Bergström)‏ هو متسابق يخت سويدي، ولد في 23 يوليو 1891 في ليدينيو ‏ في السويد، وتوفي في 20 نوفمبر 1955.

## معرض صور

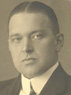
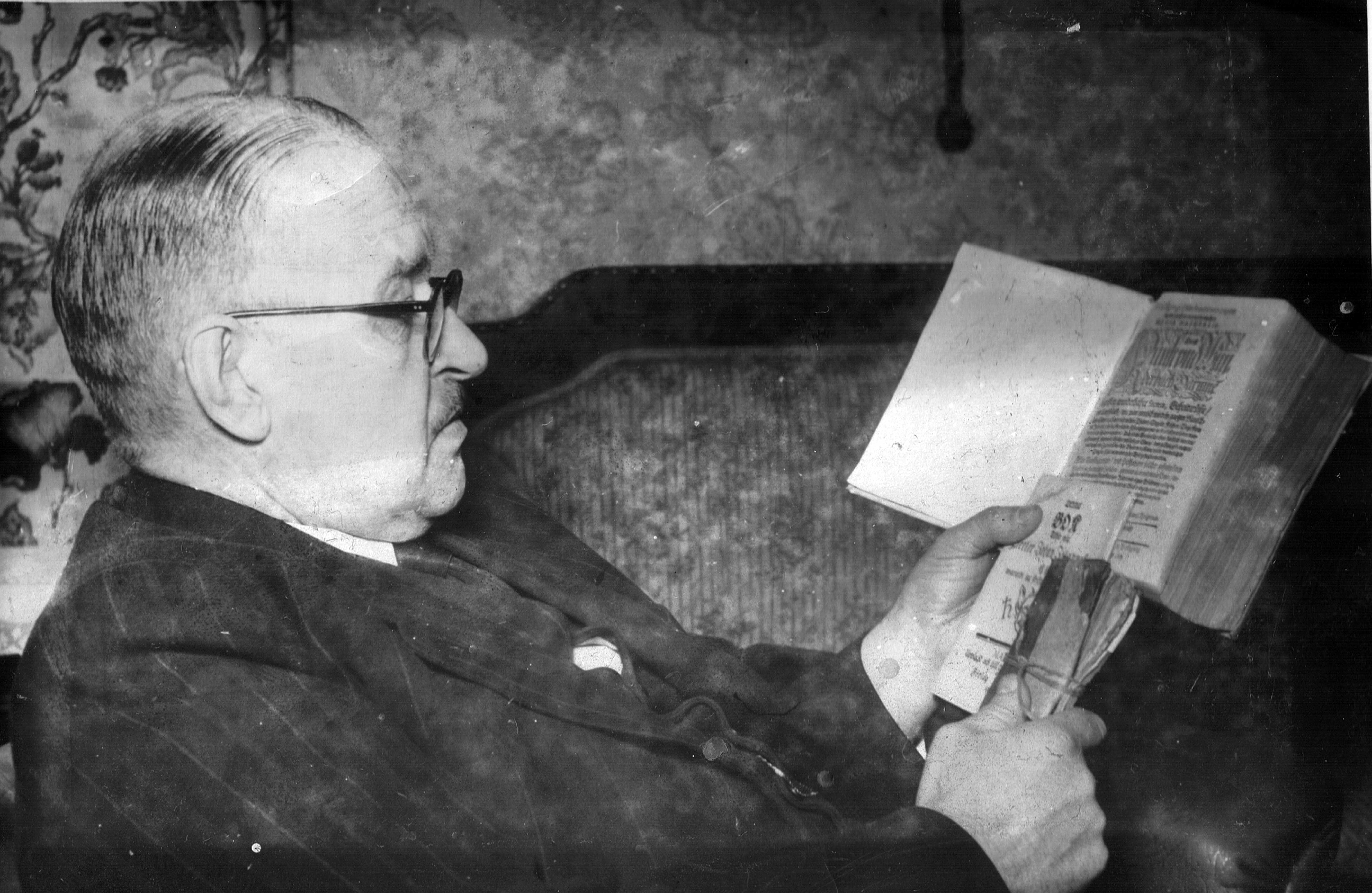
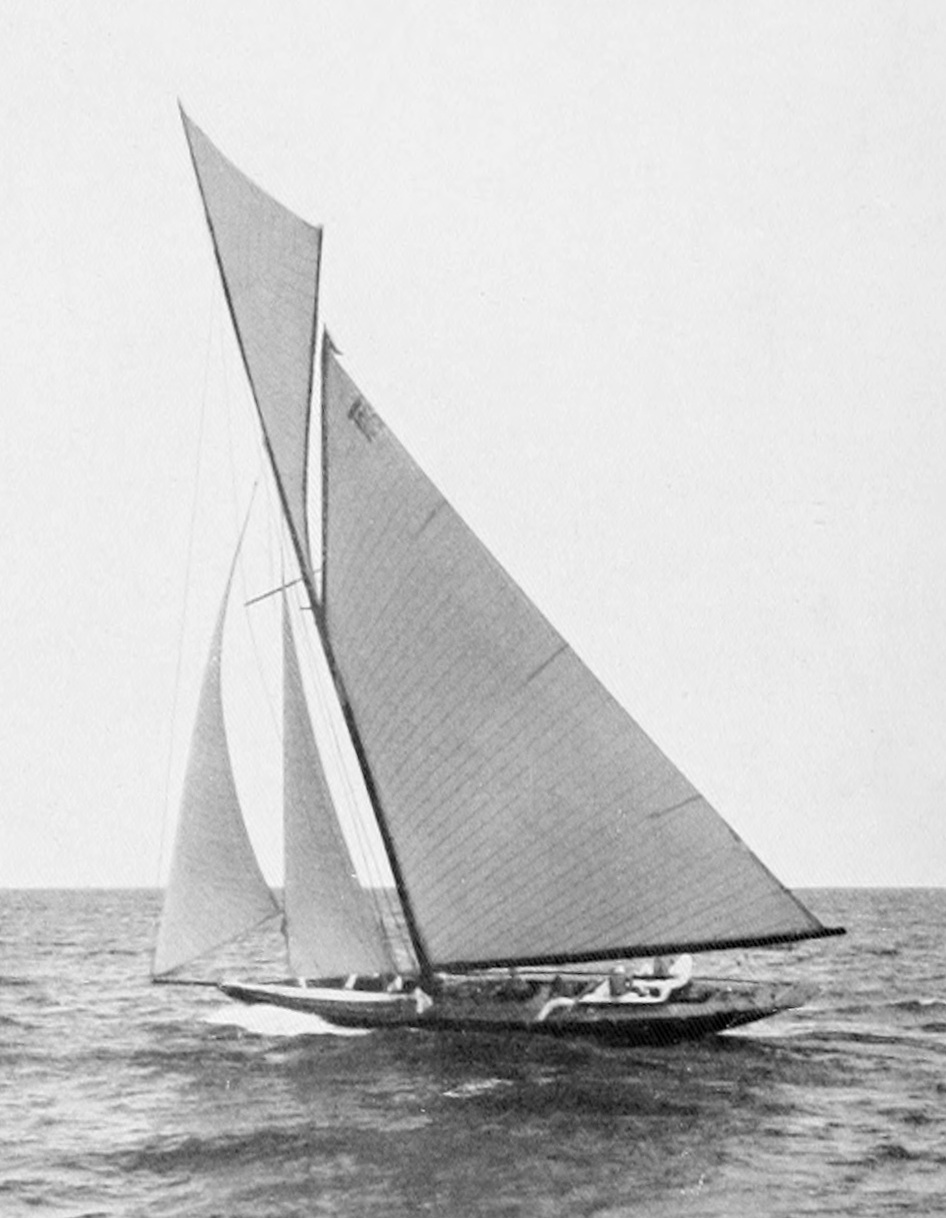

## وصلات خارجية
- كورت بيرغستروم على موقع اللجنة الأولمبية الدولية (الإنجليزية)
- كورت بيرغستروم على موقع أوليمبيديا (الإنجليزية)
- كورت بيرغستروم على موقع اللجنة الأولمبية السويدية (السويدية)